# 40일 항쟁
40일 항쟁(四十日抗争)은 1979년 일어난 일본 자유민주당 내의 파벌 항쟁이다. 자민당 역사상 최대 위기의 순간으로 인식된다. 10월 7일 총선부터 11월 20일 제2차 오히라 내각이 성립하기까지 약 40일에 걸쳐 항쟁했기에 40일 항쟁이란 이름이 붙었다.

## 경위

### 총선 패배
1979년 실시된 제35회 일본 중의원 의원 총선거에서 자민당은 248석이라는 초라한 성적표를 받았다. 이는 바로 직전의 1976년 총선에서 얻은 249석보다도 1석이 더 적은 것이었다. 1976년 총선을 지휘했던 미키 다케오가 표면적으로는 총선 참패를 이유로 총재직에서 물러났기 때문에 이번 총선의 결과에 대해 당시 총재였던 오히라 마사요시가 책임져야 한다는 주장이 나왔다.
하지만 다나카 가쿠에이의 지원을 받는 오히라는 내각을 이어갈 뜻을 밝혔다. 이에 비주류파인 후쿠다파, 나가소네파, 미키파 등은 강하게 반발했다. 비주류파는 탈당하여 신당을 창당할 뜻을 내비쳤고 주류파인 오히라파와 다나카파는 공명당 등 중도 정당과의 연립정부를 모색하는 등 자민당의 내분과 분열은 합의가 불가능할 정도로 치달았다.
일본국 헌법 제54조에 의거하여 국회 개원을 하지 않을 수 없었기에 10월 30일 총선 후 처음으로 국회가 개회했다. 하지만 원내 1당인 자민당이 총리 후보자를 일원화하지 못해 내각총리대신 지명 선거를 하지 않고 곧바로 산회하는 이상 사태가 벌어졌다.

### 당내 항쟁
오히라는 선거 후 미키, 나카소네 야스히로, 후쿠다 다케오와 회담을 했다. 나카소네는 오히라의 퇴진을 최종적으로는 후쿠다의 판단에 맡길 것을 제안했지만 오히라는 이를 거절했고 당에 자신의 거취를 맡기겠다고 주장했다. 이는 다나카파의 지지 하에 어떠한 책임도 지지 않고 정권을 이어가겠다는 의지로 읽혔고 오히라 정권을 타도할 생각까진 없고 어떠한 형태로든 책임을 지게 하고 싶었던 후쿠다는 크게 분노했다. 나카소네 역시 실망을 감추지 못해 비주류파는 오히라의 사임을 강하게 요구했다. 다만 오히라의 참모인 이토 마사야는 마이니치 신문으로부터 받은 정보를 바탕으로 후쿠다나 니시무라 에이이치 부총재에게 오히라의 퇴진 문제를 맡기면 진짜로 오히라를 퇴진시키고 미야자와 기이치를 옹립하는 재정(裁定)이 내려지지 않을까 우려하여 오히라에게 후쿠다를 믿지 말 것을 건의했다고 한다.
주류파와 비주류파의 갈등을 조정하기 위해 니시무라가 조정에 나서 미키, 나카소네, 후쿠다와 연이어 회담을 했다. 후쿠다는 총리직과 총재직을 분리하거나 퇴진일을 정해놓고 오히라 정권을 존속시키는 제안을 했는데 이는 오히라가 선거 패배에 대한 책임을 지는 것을 강조하는 것이었다. 니시무라는 이를 바탕으로 오히라를 찾아가 거취를 자신에게 맡기지 않으면 조정이 어렵다고 말했다. 오히라는 애매한 표현으로 이를 받아들였다. 하지만 니시무라가 후쿠다와 오히라의 회담을 주선했을 때는 오히라가 자신은 니시무라에게 주류파와 비주류파의 의견을 정리하는 것을 일임했을 뿐 최종적으로는 자신이 판단하겠다고 주장하고 나섰다. 오히라가 퇴진을 포함한 모든 것을 일임했다고 생각한 니시무라와 후쿠다는 반발했고 결국 회담은 결렬됐다.
나중에서야 오히라는 니시무라에게 자신의 퇴진 문제를 포함한 모든 일의 결정을 일임하겠다고 했지만 때는 이미 늦어 비주류파 내에서는 강경론이 대두하고 있었다. 결국 총리 후보를 누구로 내세울지 그리고 오히라에게 어떻게 책임을 물을지 당에 일임하기로 결정되었다. 하지만 이를 두고 다시 의견이 갈렸다. 비주류파는 중의원 의원으로 구성된 대의사회가 문제를 해결해야 한다고 주장했지만 주류파는 참의원 의원까지 포함된 양원의원총회에서 처리하자고 주장했다. 이는 중의원에선 비주류파가 우세했지만 참의원까지 포함하면 주류파가 더 우세했기 때문이다.
오히라파와 다나카파는 총리 후보 결정을 위해 양원의원총회를 11월 2일에 열 것을 결단하고 이를 강행 처리하고자 했다. 이에 질세라 비주류파는 후쿠다를 총리 후보로 내세우기 위해 '자민당을 좋게 하는 모임'을 결성하고 양원의원총회가 열릴 예정이었던 당 홀을 바리케이드로 봉쇄했다. 하지만 주류파의 반격으로 바리케이드는 철거됐고 주류파만이 출석하여 양원의원총회를 열어 오히라를 총리 후보로 결정했다. 그러자 비주류파는 국회에 모여 후쿠다를 총리 후보로 추대했다. 결국 나다오 히로키치 중의원 의장이 본회의 개최를 보류하고 다음 본회의 개최를 연휴가 지난 5일 뒤로 연기했다.
그 사이 당내에서는 조정 작업이 계속 진행되었다. 오히라가 총리를 맡고 후쿠다가 총재를 맡는 이른바 총총분리, 다음 총재 선거를 내년 1월로 앞당기고 그때까지는 오히라 정권을 유지할 것 등의 타협안이 나왔지만 전자는 원내 1당의 총재가 총리가 되는 것이 의회제 민주주의의 상도라고 주장하며 오히라파와 다나카파가 반대했고 후자는 비주류파의 대표격인 후쿠다, 미키, 나카소네, 나카가와 이치로가 오히라가 한 번 사임하는 것이니 받아들일 수 있다고 했지만 야마나카 사다노리 등 강경파가 차기 총재 선거에 오히라가 출마하지 않아야 한다고 주장하여 결국 불발로 끝났다.

### 총리 지명 선거
합의에 실패한 채 11월 6일 중의원에서 총리 지명 선거가 열렸고 총리 후보로 자민당 내에서만 후쿠다와 오히라 두 명이 나오는 전대미문의 사태가 일어났다.
자민당 후보 두 명을 포함해서 아무도 과반수를 얻지 못해 상위 득표자 두 명을 두고 결선투표가 열렸다. 상위 득표자는 자민당의 오히라와 후쿠다였는데 오히라가 138표, 후쿠다가 121표를 받아 17표 차이로 근소하게 오히라가 이겼다. 야당은 신자유클럽을 제외하곤 결선투표에 불참했다. 오히라파가 공명당을, 후쿠다파가 민사당을 포섭하려고 했지만 두 정당 모두 투표에 참가하지 않았다. 이후 진행된 참의원 표결에서도 과반수 득표자가 나오지 않아 상위 득표자 두 명이 결선투표에 올랐다. 그런데 후쿠다는 38표로 3위를 하고 일본사회당의 아스카타 이치오 위원장이 2위를 해서 아스카타가 결선투표에 올랐고 결국 후쿠다파와 공명당·민사당 일부가 오히라에게 표를 던진 것 외에는 불참해버렸다. 결과적으로 오히라가 97표, 아스카타가 52표를 얻어 오히라가 최종 지명되었다.
총리 지명 이후 원래 자민당의 요직인 간사장, 정조회장, 총무회장을 먼저 임명하고 조각하던 관례를 깨고 조각을 먼저 시도했다. 2차 개각을 조각하면서 오히라는 자신에게 표를 던져준 신자유클럽과 각내 연립을 모색하며 신자유클럽 의원 일부를 각료로 들이고자 했다. 하지만 비주류파가 반발하여 조각은 난항을 겪었다. 이후 11월 9일이 되어서야 문부대신을 오히라가 임시대리로 맡기로 하고 2차 개각이 정식 출범했다. 신자유클럽은 연립은 하되 각료는 들이지 않았다.
11월 16일 나카소네파의 사쿠라우치 요시오를 간사장에, 후쿠다파의 아베 신타로를 정조회장에, 오히라파의 스즈키 젠코를 총무회장에 임명하고 11월 20일 신자유클럽이 아닌 자민당 소속 다니가키 센이치가 문부대신 직을 맡으면서 비로소 당내 항쟁은 표면적으로 끝이 났다.
하지만 이 갈등은 제대로 봉합되지 않아 다음 해에 해프닝 해산으로 이어지게 된다.

## 참고 문헌
- 후쿠나가 후미오 (2008년 12월 20일). 《大平正芳…「戦後保守」とは何か》 [오히라 마사요시… 「전후 보수」란 무엇인가]. 중앙공론. ISBN 9784121019769.
- 이토 마사야 『자민당 전국사』 -중- 아사히 문고 (1985년)